# Cal Balada (Sant Martí Sarroca)
Cal Balada és un edifici de grans dimensions del municipi de Sant Martí Sarroca (Alt Penedès) protegit com a bé cultural d'interès local. Està situat al peu de la carretera de Vilafranca a Sant Martí, en un dels extrems del poble.

## Descripció
És de planta quadrada i consta de planta baixa, dos pisos i terrat amb torratxa. Les façanes presenten una composició simètrica, amb obertures decreixents en altura. En conjunt, l'edifici respon a una estètica eclèctica.

## Història
L'edifici de Cal Balada va ser bastit pel mestre d'obra Josep Arbós a principis del segle xx, segons fonts verbals.